# Juliana Maria de Brunsvic-Wolfenbüttel

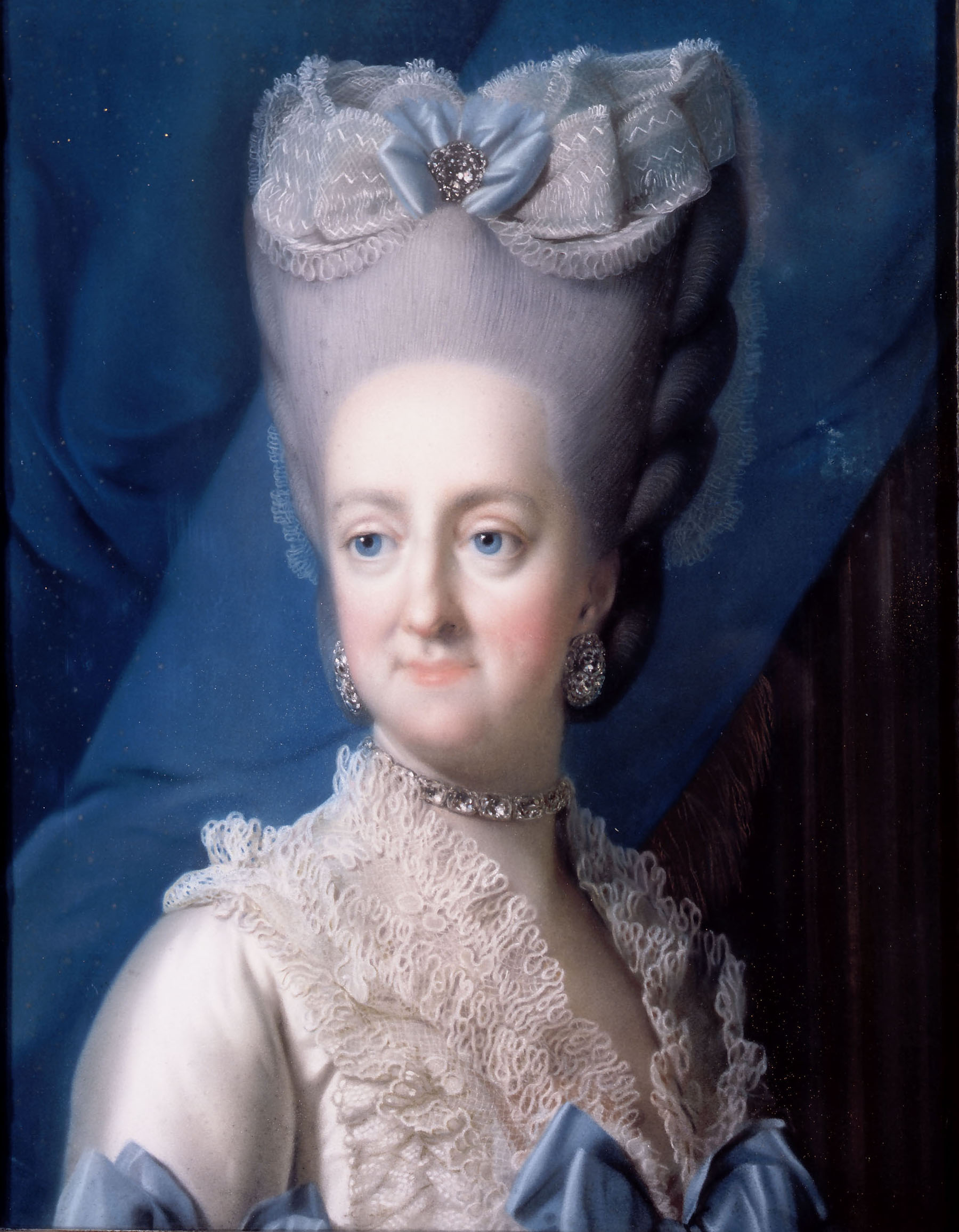
Juliana Maria de Brunsvic-Wolfenbüttel

Juliana Maria de Brunswick-Wolfenbüttel (en alemany Juliane Marie von Braunschweig-Wolfenbüttel) va néixer a Wolfenbüttel el 4 de setembre de 1724 i va morir a Fredensborg el 10 d'octubre de 1796. Era filla del duc Ferran Albert II de Brunsvic-Lüneburg (1680-1735) i d'Antonieta Amàlia de Brunsvic-Lüneburg (1696-1762).

## Biografia
El 8 de juliol de 1752 se va casar amb el rei Frederic V de Dinamarca, fill de Cristià VI i de Sofia Magdalena de Brandenburg-Kulmbach, que havia quedat vidu de la seva primera dona, la reina Lluïsa de Gran Bretanya, l'any anterior. De manera que es convertí en reina consort de Dinamarca i Noruega. Com a reina consort va portar una vida tranquil·la i apartada de la política. El matrimoni va tenir un fill, el príncep Frederic.
El 1766 va morir el seu home, el rei Frederic V. El va succeir el seu fillastre Cristià VII, amb problemes mentales i impossibilitat per a governar, de manera que es va mantenir al marge dels afers d'Estat, que van ser delegats en el seu metge Johann Friedrich Struensee i en la reina consort Carolina Matilde de Hannover.
Les reformes liberals de Struensee i la seva relació sentimental amb la reina Carolina Matilde van escandalitzar els conservadors danesos, entre els quals Juliana Maria hi ocupà un paper destacat. El 17 de gener de 1772, en un cop d'Estat, Struensee i els seus col·laboradors foren arrestats i executats el 28 d'abril. Per la seva banda, Carolina Matilde fou deportada del país.
Frederic, el fill de Juliana Maria, de només divuit anys, fou nomenat regent del nou govern, però en realitat les regnes del país les dirigí ella mateixa i el ministre Ove Høegh-Guldberg. El govern va aplicar mesures d'un conservadorisme extrem, i Juliana Maria s'erigí en l'heroïna de la noblesa, conservant els seus privilegis i concedint nous títols nobiliaris per tal d'assegurar-se el poder.
Amb tot, el 14 d'abril de 1784, els liberals partidaris del fill de Cristià VII, el príncipe hereu Frederic, varen fer un altre cop i el convertiren en el nou regent, restablint algunes de les reformes que havia impulsat Struensee.
Allunyada de la política, Juliana va morir el 1796 al Palau de Fredensborg. Tot i no haver aconseguit col·locar el seu fill Frederic al tron, el seu net Cristià sí que seria proclamat rei el 1839.